# ギャザー
株式会社ギャザー（GATHER Co.,Ltd）は、佐賀県佐賀市の唐人町商店街に本店を置き、九州各県で紳士・婦人服販売店「GATHER」を展開する企業である。

## 沿革
- 1986年 - 創立
- 1993年 - 会社設立
- 2004年 - 東京・代官山に自社製品の研究・制作を行う関連会社「デフィ」を設立

## 店舗
九州各県にあるイオングループのショッピングモール等を中心として展開する直営店のほか、FC店なども出店。
近年グループ会社デフィのブランドであるNinamewが注目を集めている。